# Wetter.com
wetter.com ist ein Online-Wetterportal für Europa. Im August 2022 erreichte das Portal via Webseite und Apps mehr als 26,88 Millionen Unique User. Das Unternehmen ist eine hundertprozentige Tochter der ProSiebenSat.1 Media.

## Geschichte
Im Jahr 2000 wurde die wetter.com AG in Singen gegründet. Gesellschafter waren die beiden Gründer Manfred Klemann und Stefan Blondzik; als Medienpartner konnte die ProSiebenSat.1 AG gewonnen werden. 2001 ging wetter.com online. Im gleichen Jahr startete die Produktion von unterschiedlichen Wetter-Formaten für Kunden aus TV, Radio und Print.
2006 wurde das „Wetternetzwerk“ ins Leben gerufen. Damit bietet das Portal seinen Nutzern die Möglichkeit, über private Wetterstationen in Deutschland, Österreich und der Schweiz Wetterbeobachtung im direkten Umfeld zu betreiben. Aktuell sind über 16.000 Stationen Teil des Netzwerks.
Seit 2013 verfügt wetter.com über ein europaweites Kameranetzwerk mit über 1.100 HD-Live-Webcams.
2014 zog sich Gründer Manfred Klemann aus dem Unternehmen zurück. wetter.com wurde eine hundertprozentige Tochter der ProSiebenSat.1 Media SE und Christoph Kreuzer zum CEO ernannt. Seit 2017 ergänzt Marius Neumann die Geschäftsführung.
Mit Snowthority eröffnete wetter.com im Dezember 2018 ein neues Portal speziell für Wintersportler. Seit Anfang 2019 gibt es das Angebot mit Informationen für über 1.200 Skigebiete in Europa auch kostenlos als App für Android und iOS.
Seit August 2022 ist wetter.com in 13 europäischen Ländern verfügbar.

## Medien

### Fernsehsender
2004 wurde der 24-Stunden-Fernsehsender Deutsches Wetter Fernsehen gegründet, der moderiert das Wetter mitsamt Vorhersagen, Unwetterwarnungen, Zusammenfassungen sowie Ratgebersendungen und Dokumentationen präsentiert. Die Daten liefert dabei der Deutsche Wetterdienst. Der Sender war zunächst unverschlüsselt über den Satelliten Astra 19,2° sowie später Eutelsat 9˚ Ost als auch im Kabelfernsehen bei Kabel Deutschland, Pÿur, KabelKiosk und Unitymedia per Onlinestreaming bis teilweise Juni 2012 empfangbar. Im Mai 2015 wurde der Sender umbenannt in Wetter.com TV. Seitdem ist er nur noch bei verschiedenen Anbietern direkt über Video-on-Demand verfügbar.

### App
Seit 2009 ist das Angebot von wetter.com auch über eine App abrufbar.

### Wetterdaten
Seit 2019 bietet wetter.com unter der Marke Meteonomiqs Wetterdaten für Unternehmen an. Meteonomiqs bietet unter anderem wetterabhängige Online-Werbung, Absatzplanung und Pollendaten an.

## Inhalte
Die Inhalte von wetter.com sind vergleichbar mit Anbietern wie Wetter.de, wetteronline.de oder wetter.net. Das Portal informiert via Webseite und App über aktuelle Wetterlagen weltweit und liefert Trendprognosen von bis zu 16 Tagen. Zudem umfasst das Angebot thematische Wetterkarten, ein Niederschlagsradar, HD-Live-Webcams sowie verschiedene themenspezifische Wetterinfos zu Pollenflug oder Gartenwetter. Neben Wetter-Videos erstellt die Redaktion auch Hintergrundberichte zu Themen rund um Wetter, Klima und Klimawandel.